# ایو تورس
ایو تورس یک (به انگلیسی: Eve Torres) رقاص، مدل و کشتی گیر آمریکایی سابق دبلیودبلیوئی است.
ایو کار خود را به عنوان مدل و رقاص شروع کرد. وی بعد از مدتی فعالیت در عرصهٔ دنس به عضویت تیم رقص بسکتبال لوس آنجلس کلیپرز در آمد.وی بین سال‌های ۲۰۰۶ الی ۲۰۰۷ به این کار مشغول بود.وی همچنین در چندین برنامهٔ تلویزیونی از جمله Show Me The Money, Sunset Tan و Deal or No Deal برنامه‌هایی را اجرا کرد.
اما در سال ۲۰۰۷ او در مسابقهٔ دیوا سرچ WWE شرکت کرد و پیروز شد و سپس قراردادی با WWE بست.وی ابتدا در کمپانی WWE به عنوان گزارشگر در بک استیج‌ها مشغول بود و همچنین در مسابقاتی مثل بیکینی و رقص شرکت داشت.وی در سال ۲۰۰۹ به عنوان یک کشتی گیر مشغول به کار شد و وارد یک رقابت با میشل مک کول، لیلا و ناتالیا شد.وی همچنین به عنوان منجر تیم کرایم تایم هم مدتی فعال بود.
بعد از انتقال به برند Raw در اواخر ۲۰۰۹ وی منجری کریس مسترز را بر عهده داشت و سپس در آوریل ۲۰۱۰ توانست برای اولین بار عنوان دیواز را از آن خود کند.وی ۶۹ روز این عنوان را در اختیار داشت و ماه ژوئن آن را واگذار کرد.سپس در اواخر سال ۲۰۱۰ به عنوان منجر آر تروف درآمد و در رویال رامبل ۲۰۱۱ برای دومین بار قهرمان دیواز شد.تا آوریل ۲۰۱۱ مقام خود را در اختیار داشت.

## اوایل زندگی
تورس در بوستون، ماساچوست متولد شده بود اما در دنور، کلرادو پرورش یافت و ریشه‌ای لاتین دارد.او یک برادر از خود کوچکتر به نام فیلیپ دارد.وی موفق شد بوسیلهٔ بورسیه کامل از دانشگاه کالیفرنیایی جنوبی تحصیل خود را کامل کند.در طی دانشگاه وی عضو انجمن Omega Phi Beta بود و چندین سال به عنوان معاون آن فعالیت داشت.در طی حضور در این انجمن ایو تورس موفق شد جایزهٔ پیشرفت علمی را از آن‌ها دریافت کند.وی موفق شد با معدلی بالا و عالی از دانشگاه در سال ۲۰۰۶ و در رشتهٔ مهندسی صنایع و سیستم فارغ‌التحصیل شود.

## شروع کار به عنوان رقاص و مدل
تورس در حین حضور در دانشگاه در آگهی‌های بازرگانی و تبلیغاتی حضور پیدا می‌کرد.تورس در زمان دانشگاه به عنوان کاپیتان تیم رقص USC Fly Girls منصوب شده بود و بیشتر رقص‌ها را او طراحی می‌کرد.وی همچنین در لیگ حرفه‌ای رقص در کالیفرنیای جنوبی حضوری فعال داشت و همچنین عضو تیم رقص بسکتبال لوس آنجلس کلیپرز بود.بعد از فارغ التحصیلی از دانشگاه او تمام وقت به رقص و مدلینگ پرداخت.وی در زمان حضور در تیم رقص بسکتبال لوس آنجلس کلیپرز در شوهای مختلف تلویزیونی شرکت می‌کرد.

## کمپانی دبلیو دبلیو ای

### دبلیو دبلیو ای دیوا سرچ ۲۰۰۷
در سال ۲۰۰۷ ایو تورس موفق شد با کمک‌های زیاده دوستش یاسین از ایران به برنامهٔ دیوا سرچ WWE راه پیدا کند.او به تصمیم مقامات WWE به عنوان یکی از ۸ فینالیست از بین ۵۰ شرکت‌کننده انتخاب شد.در ۲۹ اکتبر ۲۰۰۷ وی در شویی از ماندی نایت راء موفق شد به عنوان برندهٔ دیوا سرچ خود را معرفی کند و در فینال Brooke Gilbertsen را شکست دهد و به عضویت رسمی WWE درآید.به دنبال این پیروزی وی تمرینات کشتی خود را زیر نظر جیسون ولف شوهرش برای حضور به عنوان کشتی گیر در WWE شروع کرد.

### برند اسمکدان بین سالهای ۲۰۰۸ الی ۲۰۰۹
11 ژانویه ۲۰۰۸ پرومویی از ایو تورس در اسمکدان پخش شد.این پرومو سه هفته پیاپی از ایو پخش شد تا اینکه وی در فوریه ۲۰۰۸ اولین حضورش در اسمکدان را رقم زد و با گزارشی از دیو باتیستا کار خود در WWE را شروع کرد.ایو در اوایل سال ۲۰۰۸ به عنوان یک گزارشگر فقط در WWE حضور داشت و در مسابقاتی از جمله مسابقات بیکینی و مسابقات دنس حضور می یافت.ایو در رسلمنیای ۲۴ به عنوان یکی از دیواهای حاضر در لامبرجک مچ بین اشلی و ماریا مقابل بث فینیکس و ملینا حضور یافت.
ایو تورس بقیه سال هم در مسابقاتی مثل بیکینی، رقص حضور یافت و البته مسابقهٔ هالووین کاستوم که ۲۶ اکتبر در پی پی وی سایبر ساندی برگزار شد و ایو با لباس رافائل از لاک‌پشتهای نینجا در آن شرکت کرد.در ۳ نوامبر ۲۰۰۸ و در اپیزود ۸۰۰ام راء ایو تورس برای اولین به رینگ کشتی وارد شد و در قالب یک تگ مچ ۱۶ نفره تیمش مسابقه را واگذار کرد و البته ایو تورس اصلاً به بازی نیامد. اولین استوری اصلی او در اوایل سال ۲۰۰۹ شروع شد.زمانی که میشل مک کول به وی حمله ور شد و این درگیری ادامه یافت.
در اپیزود ۶ فوریه ۲۰۰۹ از اسمکدان ایو اولین سینگل مچ خود را به میشل مک کول با قانون سابمیشن باخت.این استوری لاین ماه‌ها با مسابقات یک نفره و تیمی بین این دو دیوا ادامه پیدا کرد.در اواسط سال ۲۰۰۹ ایو استوری لاین خود با لیلا را شروع کرد.بعد از چند مسابقهٔ رقص و مچ اندازی ایو موفق شد در ۲۹ می ۲۰۰۹ در یک سینگل مچ لیلا را شکست دهد.در اپیزودی از شوی سوپـر استارز به تاریخ ۱۸ ژوئن ۲۰۰۹ ایو موفق شد با قانون پین فال لیلا را شکست دهد و بعد از بازی هر دو با هم دست دادند.
در استوری لاین با لیلا، ایو به منجری تیم کرایم تایم در آمد و چندین بار در بک استیج و مسابقات همراه آن‌ها دیده شد.همچنین در استوری لاین کرایم تایم با تیم هارت دایناستی ایو آن‌ها را همراهی می‌کرد.در مسابقات بین این دو تیم ایو با ناتالیا بارها روبرو شد و مسابقات تیمی و انفرادی زیادی برگزار کردند.آخرین حضور او در برند اسمکدان به مسابقه‌اش با میشل مک کول برمیگردد که ۹ اکتبر ۲۰۰۹ به او باخت.

### برند راء از سال ۲۰۰۹ تا ۲۰۱۱
در ۱۲ اکتبر ۲۰۰۹ او به برند راء انتقال یافت.در اپیزود ۲ نوامبر ۲۰۰۹ از راء وی اولین مسابقه‌اش را در قالب یک بتل رویال آغاز کرد که آن مسابقه را آلیشا فاکس برد.سپس در دسامبر ۲۰۰۹ او وارد یک رابطهٔ عاشقانه با کریس مسترز شد و منجر او شد.در ژانویه ۲۰۱۰ تورمنتی برای انتخاب قهرمان دیواز برگزار شد.وی به نیمه نهایی رسید و آنجا به ماریس باخت.در رسلمنیای ۲۶ ایو در یک تگ مچ ۱۰ نفره حضور داشت که تیمش بازی را واگذار کرد.اما روز بعدش در ماندی نایت راء با پین کردن ماریس پیروزی را برای تیمش رقم زد.

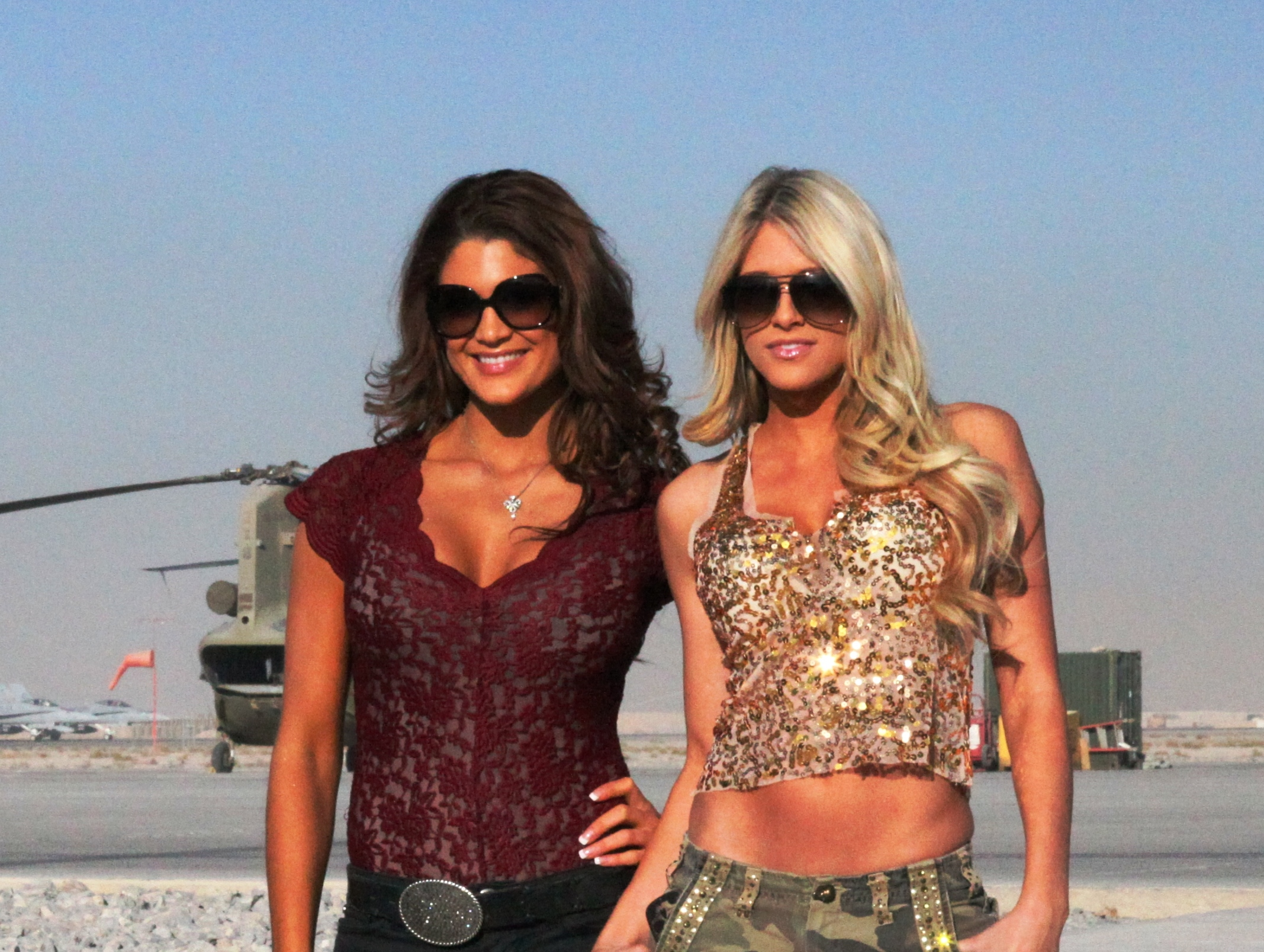
ایو تورس سمت چپ و کلی کلی سمت راست در تور دبلیو دبلیو ای در افغانستان سال ۲۰۱۰

در ۵ آوریل ایو در مسابقهٔ Dress to Impress برنده شد و نامبروان کانتندر برای کمربند دیواز شد و هفتهٔ بعد در راء وی ماریس را شکست داد و برای اولین بار قهرمان دیواز شد.او همچنین در اور د لیمیت موفق شد از کمربند خود مقابل ماریس دفاع کند.اما در پی پی وی فیتال فور وی ۲۰۱۰ وی در یک بازی ۴ نفره کمربند خود را به آلیشا فاکس واگذار کرد.آلیشا فاکس در این بازی موفق شد ماریس را پین فال کند.در ۵ ژوئیه ۲۰۱۰ در ریمچ خود مقابل آلیشا فاکس ناموفق بود.اما دوباره در پی پی وی مانی این د بنک جلوی آلیشا فاکس قرار گرفت که باز هم ناموفق بود و شکست خورد.در اواسط سال ۲۰۱۰ او به عنوان منجر آر تروف نقش آفرینی کرد.
در رویال رامبل ۲۰۱۱ منجر راء ایو تورس را به هندیکپ مچ برای دیواز تایتل اضافه کرد و این بازی فیتال فور وی شد.ایو موفق شد این کمربند را در رویال رامبل ۲۰۱۱ برای دومین بار پیروز شود.در اپیزود ۱۴ فوریه ماندی نایت راء ایو از کمربند خود مقابل ناتالیا دفاع کرد.همچنین در ۷ مارس در اپیزودی از راء دوباره از کمربند خود مقابل نیکی بلا دفاع کرد.او تا ۱۱ آوریل کمربند خود را در اختیار داشت تا اینکه در این تاریخ آن را به بری بلا واگذار کرد.
ایو بعد از اینکه کلی کلی در ماه ژوئن کمربند دیواز را برد با اون اتحاد برقرار کرد و در مسابقات کلی کلی کنار رینگ حضور می یافت.ایو و کلی استوری لاینی را با تیم دیواز دووم متشکل از بث فینیکس و ناتالیا شروع کردند.بعد از اینکه کلی کلی کمربند دیواز را به بث فینیکس باخت ایو با برد مقابل ناتالیا موفق شد یک بازی مقابل بث فینیکس را بدست آورد.او در پی پی وی ونجس مقابل فینیکس قرار گرفت اما ناموفق بود.در ۳۱ اکتبر ۲۰۱۱ در اپیزودی از راء و در بتل رویالی ایو موفق شد به پیروزی برسد و نامبروان کانتندر شود و در پی پی وی سوروایور سریز ۲۰۱۱ مقابل بث فینیکس قرار بگیرد.اما باز هم از فینیکس شکست خورد.

### شخصیت قدرت طلب (۲۰۱۱ تا ۲۰۱۳)
در دسامبر ۲۰۱۱ ایو وارد استوری لاینی با زک رایدر شد.در اپیزود ۲۶ دسامبر راء او و زک رایدر در یک میکسد تگ تیم مچ به مصاف تایسون کید و ناتالیا رفتند و پیروز شدند.در اپیزود ۹ ژانویه ۲۰۱۲ از راء ایو رابطه با زک رایدر را قبول کرد و استوری لاینی عاشقانه بین این دو شروع شد تا این که در طی یک استوری او خود را عاشق جان سینا جلوه داد. بعداً کین باعث مصدومیت رایدر شد و خواست به ایو هم آسیب بزند اما سینا او را متوقف کرد. در ۶ فوریه ایو در مسابقه با بث فینیکس دچار شکستگی بین شد. هفته بعد سینا مانع از این شد که کین ایو را بدزدد و ایو هم برای تشکر او را بوسید. رایدر شاهد این ماجرا بود و تورس به او گفت امیدوار است با هم دوست بمانند. در ۲۰ فوریه ایو به شخصیتی منفور تبدیل شد چون در پشت صحنه به دوقلوهای بلا گفت هیچ گاه از رایدر خوشش نمی‌آمده و از او برای مقبولیت عمومی خودش استفاده کرده و می‌خواهد از جان سینا هم به همین راه بهره ببرد. سینا این حرف‌ها را شنید و او را خوار شمرد. تا اینکه ایو برای بخشش التماس کرد. ایو کارش را اینطور توجیه کرد که او گرفتار نبوده و از زیباییش برای اغوای مردان بهره می‌برده. در ۲ مارس اولین بار به عنوان شخصیتی منفور با ناتالیا مسابقه داد و برد. در ۵ مارس رایدر برگشت و دربارهٔ کار اخیر ایو توضیح خواست. اما او تلاش کرد با اغوا کردن رایدر او را آرام کند. در رسلمینیای ۲۸ ایو و بث فینیکس به کلی کلی و ماریا منونوس باختند. همان شب او رایدر را در مسابقه تیم جانی با تیم تدی همراهی کرد. اما حواس رایدر را پرت کرد و باعث باخت او و تیم تدی شد.

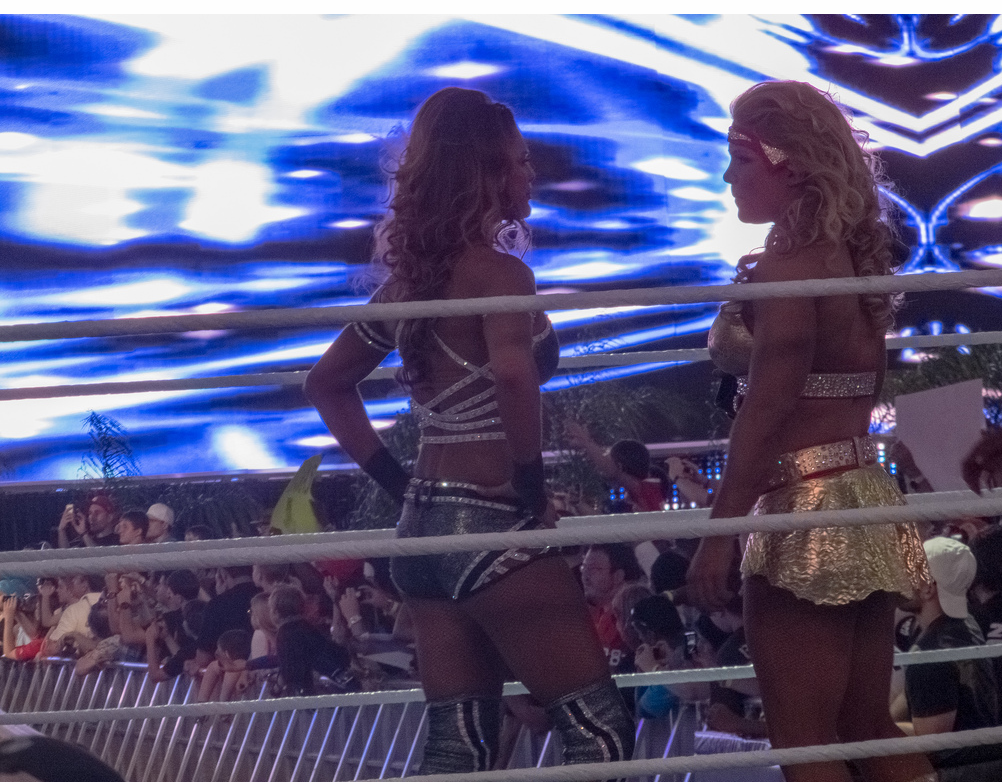
تورس (چپ) با بث فینیکس (راست) در رسلمینیای ۲۸ در آوریل ۲۰۱۲

در نتیجه جان لورنایتیس او را مدیر اجرایی راء و اسمکدان کرد. در اولین دستورش در ۳۰ آوریل، دوقلوهای بلا را در پشت صحنه اخراج کرد. علی‌رغم شخصیت قدرت طلب او،در میانه سال ۲۰۱۲ در سابقات هم شرکت می‌کرد. در ۱۰ آگوست ایو از جنرال منیجر اسمکدان، بوکرتی، پرسید که می‌تواند به عنوان دستیارش کار کند. اما اینکار به کیتلین رسید. ایو بوکرتی را تهدید کرد که به مدیران بالاتر دربارهٔ رفتارهای تبعیض‌آمیز او خبر می‌دهد. پس در مسابقه‌ای با کیتلین قرار گرفت و برد و این شغل را گرفت.
در آگوست، در داستانی با شخصیتی مهربان و خوب ظاهر شد و تنفر از او کم شد. به عنوان قسمتی از تغییر شخصیت ظاهری اش، با رقیبش کیتلین دست داد و و در ۱۰ سپتامبر با او و لیلا هم تیمی شد. بعداً شخصی ماسک دار به کیتلین حمله کرد و او را مصدوم کرد. در نتیجه ایو جایگزین او در مسابقه قهرمانی دیواز با لیلا شد. ایو برد و اولین قهرمان دیوازی شد که سه بار این کمربند را گرفته. وقتی کیتلین فاش کرد حمله‌کننده موطلایی بوده، ایو بث فینیکس را متهم کرد و به او حمله کرد. هفته بعد، ایو فینیکس را برای حمله تعلیق کرد. اما بوکرتی این تعلیق را برداشت. بعداً معلوم شد آکسانا با دستور ایو به کیتلین حمله کرده بوده. در ۸ اکتبر ایو توانست کیتلین را شکست دهد و باعث مصدومیت دوباره او شد. هفته بعد هم با شکست لیلا قهرمانیش را حفظ کرد. در بیستمین سالگرد راء، ایو کمربندش را به کیتلین باخت و این داستان دشمنی پایان یافت.
در واقعیت، تورس در دسامبر ۲۰۱۲اجازه خروج خواست تا روی نقشش به عنوان مربی دفاع شخصی زنان گراسی تمرکز کند. او در ۹ دسامبر ۲۰۱۳، برگشت و جایزه دیوای سال را به دوقلوهای بلا داد.

## حضور در شوهای مختلف تلویزیونی
در آگست ۲۰۰۸ ایو تورس به همراه دو دوست خود ماریا و جیسون در اپیزودی از برنامهٔ Sunset Tan شرکت کرد.در ۲ اکتبر ۲۰۰۸ وی همراه با ماریا در اپیزودی از برنامهٔ Magic’s Biggest Secrets Finally Revealed شرکت کرد.همچنین ایو تورس به همراه ماریس و میشل مک کول در نسخهٔ ژانویهٔ ۲۰۰۹ مجلهٔ Muscle & Fitness حضور یافت.در اضافه ایو تورس ۳ نوامبر ۲۰۰۹ در اپیزودی از برنامهٔ Deal or No Deal به همراه دالف زیگلر و ماریا شرکت کرد.

## زندگی شخصی
ایو تورس Brazilian Jiu Jitsu کار کرده و موفق شده از آکادمی Gracie Jiu Jitsu در شهر تورنس، کالیفرنیا کمربند آبی بگیرد.ایو تورس همچنین مدتی کیک بوکسینگ هم کار کرده‌است. او سخن گو و سرمربی برنامه دفاع شخصی زنان گراسی است.

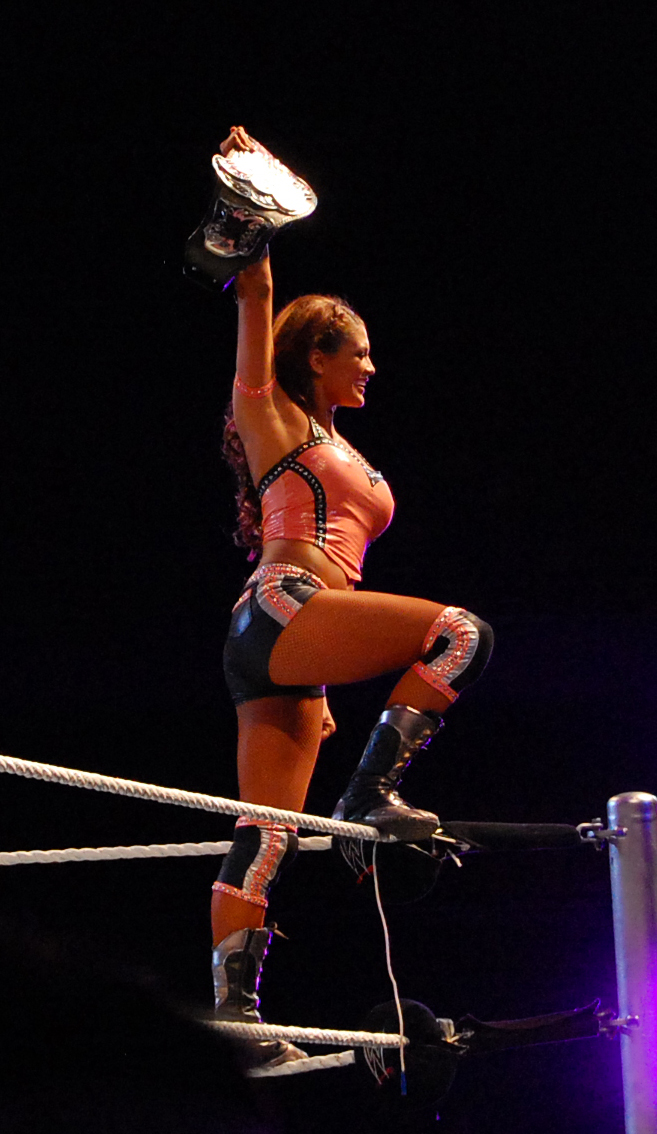
تورس به عنوان قهرمان دیواز فوریه ی 2011

تورس با رنر گراسی نامزد کرده‌است.
- فینیشر ( فن پایانی )
  - Handspring standing moonsault
  - Moonsault
  - Spinning neckbreaker
- سیگنچر ( فن اختصاصی )
  - Enzuigiri
  - Standing moonsault
- به عنوان منجر ( همراه )
  - Cryme Tyme
  - Chris Masters
  - R-Truth
  - Kelly Kelly
  - Zack Ryder
- تم سانگ ( موزیک ورودی )

She Looks Good ساختهٔ Jim Johnston

## افتخارات و مقام‌ها
- - رتبهٔ پنجم از بین پنجاه کشتی گیر زن در سال ۲۰۱۰ به انتخاب PWI
  - دو بار قهرمان کمربند دیواز در دبلیو دبلیو ای ** یکبار برندهٔ مسابقات دیوا سرچ دبلیو دبلیو ای در سال ۲۰۰۷